# Flaxweiler
Flaxweiler (luxemburgiska: Fluessweiler) är en kommun och en liten stad i sydöstra Luxemburg. Kommunen ligger i kantonen Grevenmacher. Den hade år 2017, 2 060 invånare. Arean är 30 kvadratkilometer.